# Dypsis hiarakae
Dypsis hiarakae – gatunek palmy z rzędu arekowców (Arecales). Występuje endemicznie na Madagaskarze, w prowincjach Antsiranana oraz Toamasina. Można go spotkać między innymi w parkach narodowych Mananara Nord, Park Narodowy Masoala i Zahamena.
Rośnie w bioklimacie wilgotnym, jak i średiowilgotnym. Występuje na wysokości do 1000 m n.p.m.